# غوردون إتش. مانسفيلد
غوردون إتش. مانسفيلد هو سياسي أمريكي، ولد في 15 سبتمبر 1941 في بيتسفيلد في الولايات المتحدة، وتوفي في 29 يناير 2013 في واشنطن العاصمة في الولايات المتحدة. نشط حزبياً في الحزب الجمهوري. وقد انتخب وزير شؤون المحاربين القدامى في الولايات المتحدة.